# Uvularieae
Uvularieae је племе породице мразоваца (Colchicaceae), који обухвата два рода, Disporum и Uvularia. Ареал распрострањења обухвата источну и југоисточну Азију и Северну Америку. Плод код представника овог племена може бити бобица или чаура.